# Bikupan (TV-serie)
Bikupan är en amerikansk-brittisk-indisk-kanadensisk-holländsk animerad barnserie som sändes i DQ Entertainment, Lupus Films, Monumental Productions, Picture Production Company, Hive Enterprises, Bejuba! Entertainment för Disney Enterprises Inc. från 13 oktober 2012 till 19 maj 2018. Denna serie handlar om Pappa Bi, Mamma Bi, Surrbi och Rubi som lever ett lyckligt liv i en bikupa. Tillsammans med familj och vänner som Fröken Nyckelpiga, Katti Kålmask och Drottning Bi ser de till att dagarna surrar av roliga äventyr.

## Karaktärer
- Surrbi - Surrbi är ett snabb litet bi som tycker om att spela fotboll. Han har kompisar Jasper och Brillebi.
- Rubi - Rubi är Surrbis lillasyster. Ibland brukar hon vara stökig för Surrbi.
- Mamma Bi - Mamma Bi är Surrbis och Rubis mamma.
- Pappa Bi - Pappa Bi är Surrbis och Rubis pappa.
- Mormor Bi - Mormor Bi är en granne.
- Morfar Bi - Morfar Bi är en granne.
- Fröken Nyckelpiga - Fröken Nyckelpiga är en lärare.
- Katti Kålmask - Katti Kålmask bor i ett växthus.
- Drottning Bi - Drottning Bi är en kunglig gäst.